# Alfred Barr
Alfred H. Barr Jr. (Detroit, 2 de enero de 1902 – Salisbury, 15 de agosto de 1981), fue el primer director del Museo de Arte Moderno de Nueva York.

## Biografía
Nacido Alfred Hamilton Barr Junior, fue hijo de un ministro de la Iglesia Presbiteriana de Detroit. Con 27 años, dio forma y se convirtió en el primer director del Museo de Arte Moderno de Nueva York, tal vez el museo más influyente del siglo. Como su director desde 1929 hasta 1943, Barr fue el empresario que puso en escena el drama del modernismo europeo para el pueblo norteamericano. Barr hizo al museo famoso entre la prensa norteamericana, que lo llamó "el prostíbulo de la calle 53". Barr fue el responsable de la decisiva exposición Machine Art de 1934, en la que se comparaban elementos industriales con obras de arte. Junto al entonces historiador y filósofo, luego arquitecto Philip Johnson y al historiador y crítico de arquitectura Henry-Russell Hitchcock introdujo la arquitectura moderna europea a Estados Unidos, con la muestra Estilo Internacional, de 1932, y en 1940, otro arquitecto, Eliot Noyés, organizó la exposición  Diseño orgánico en muebles, en la que figuraban sillas de Charles Eames, y Eero Saarinen, clásicos modernos desde entonces.